# Learjet 45
Learjet 45 (LJ45) — реактивный административный самолёт производства компании Learjet (подразделение Bombardier Aerospace). Серийно выпускается с 1998 года. Построено более 260 самолётов.

## Аэродинамическая схема

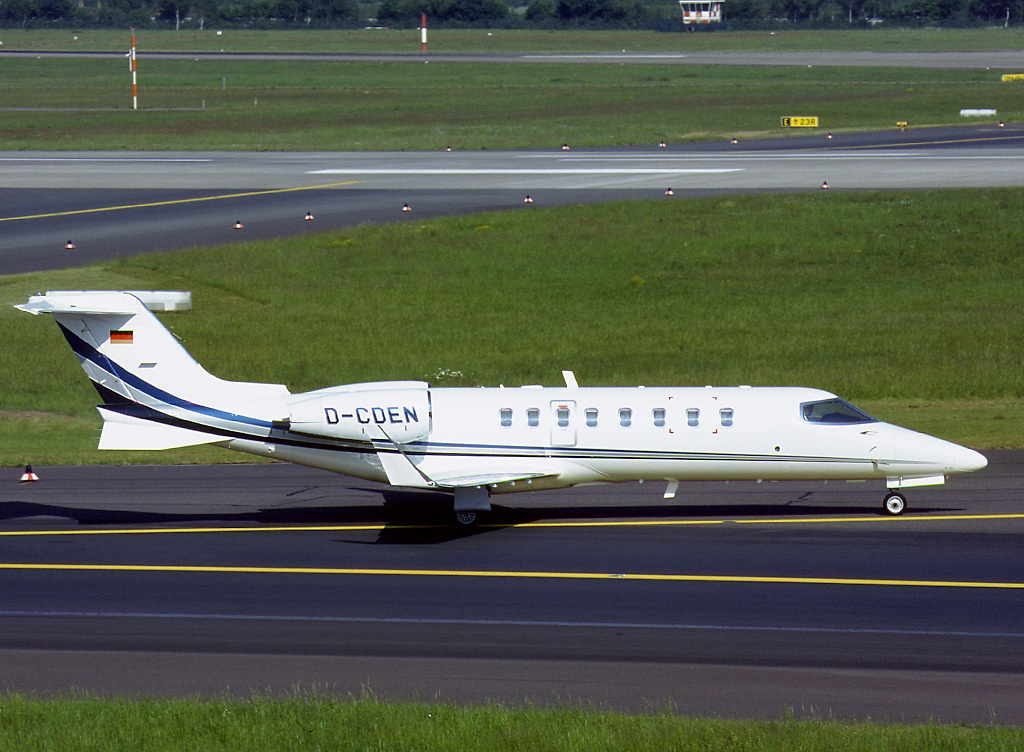

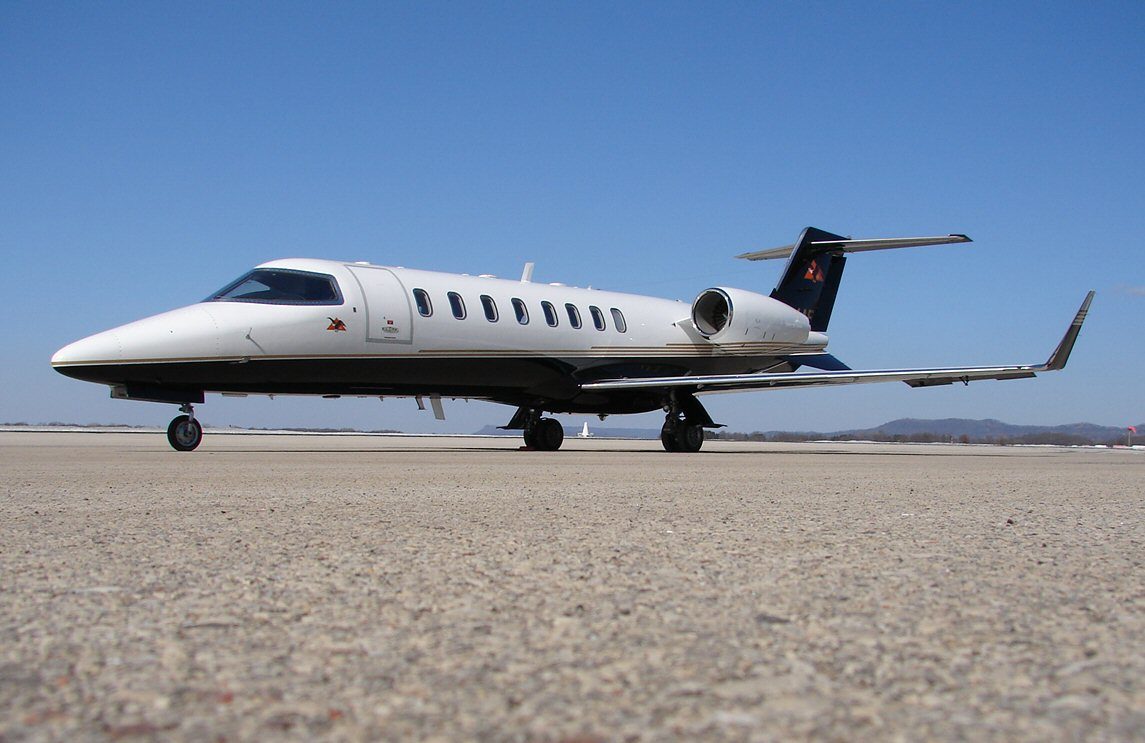

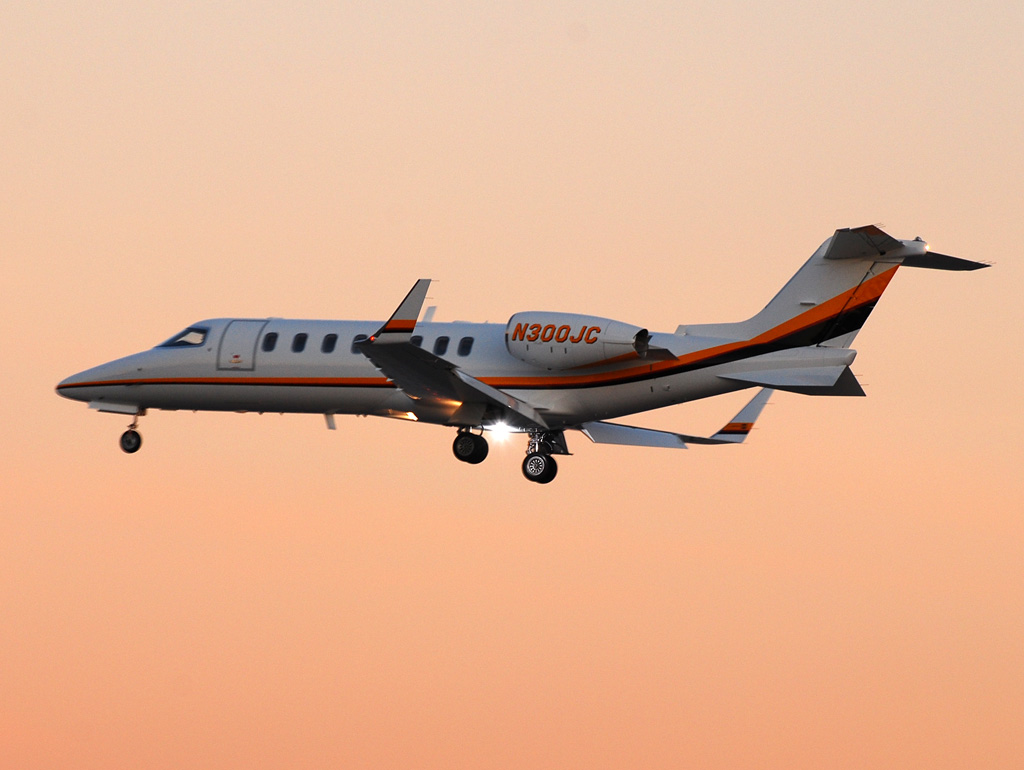

Турбовентиляторный низкоплан нормальной аэродинамической схемы.

## Разработка. Конструкция самолёта
Разработка модели была начата в сентябре 1992 года, первый полёт прототипа выполнен 7 октября 1995 г. Сертификат типа FAA получен в сентябре 1997 г., первые самолёты поступили заказчикам в 1998 г.
Оснащён двумя ТРДД Honeywell TFE731-20 и вспомогательной силовой установкой.
В 2004 году начат выпуск улучшенной модификации самолёта — Learjet 45XR с увеличенным взлётным весом, крейсерской скоростью и скороподъемностью. Самолёт оснащается двигателями TFE731-20BR.
Среди самолётов этой серии, производимых предприятием, LJ45 и LJ45XR занимает промежуточное место между меньшими самолётами Learjet 31 и Learjet 40 и более крупными моделями семейства Learjet 60.
Крылья самолёта выпускаются предприятием De Havilland Canada, а фюзеляж и хвостовое оперение — подразделением Bombardier (компанией Short Brothers).

## Эксплуатанты
Среди гражданских эксплуатантов самолёта — компании Eurojet Italia, FlyMex, правительство Черногории и др. Военный эксплуатант — ВВС Ирландии.

## Лётно-технические характеристики
- Экипаж: 2
- Пассажировместимость: 9
- Длина: 17.68 м
- Размах крыла: 14.58 м
- Высота: 4.30 м
- Площадь крыла: 28.95 m²
- Вес (пустой): 5,829 кг
- Максимальный взлётный вес: 9,752 кг
- Силовая установка: 2 × ТРДД Honeywell TFE731-20 тягой 15.57 kN каждый
- Максимальная скорость: 858 км/ч
- Крейсерская скорость: 804 км/ч
- Дальность: 3167 км (4 пассажира)
- Практический потолок: 15,545 м

## Аварии и катастрофы
По состоянию на 22 Февраля 2021 года в различных авариях и катастрофах было потеряно 7 самолётов Learjet 45. При этом погибли 17 человек на борту самолётов и 7 на земле. 
| Дата       | Бортовой номер | Место катастрофы | Жертвы  | Краткое описание |
| ---------- | -------------- | ---------------- | ------- | --- |
| 27.10.1998 | N454LJ         | остров Уоллопс   | 0/3     | Во время испытательного полёта на малой высоте врезался в припаркованный пикап.                                                                                      |
| 01.06.2003 | I-ERJC         | Милан            | 2/2     | При взлёте столкнулся со стаей птиц. Во время возвращения в аэропорт потерял управление и упал на здание склада.                                                     |
| 04.11.2008 | XC-VMC         | Мехико           | 7+9/9   | Попал в спутный след Boeing 767-300 и упал на финансовый район Мехико. На борту находились высокопоставленные чиновники, в том числе министр внутренних дел Мексики. |
| 03.01.2009 | N279AJ         | Тельюрайд        | 0/2     | Совершил жёсткую посадку во время снежной бури. |
| 23.12.2013 | N845SC         | Бангор           | 0/н.д.  | Получил повреждения обшивки. Был отремонтирован и продан другой авиакомпании.                                                                                        |
| 04.04.2018 | N618CW N626FX  | Хьюстон          | 0/0 0/0 | Два самолёта были повреждены в результате урагана. |
| 21.02.2021 | 3912           | Халапа-Энрикес   | 6/7     | Выкатился за пределы полосы и загорелся. |